# محافظة كمتشون
محافظة كومشون هي محافظة تقع في هوانغهاي الشمالية، كوريا الشمالية.